# 알렉산드르 베케토프
알렉산드르 블라디미로비치 베케토프(러시아어: Алекса́ндр Влади́мирович Беке́тов, 1969년 9월 22일 ~ )는 러시아의 은퇴한 펜싱 선수로 주 종목은 에페이다. 1996년 하계 올림픽에서 개인전 금메달, 단체전 은메달을 획득했다.